# Bouma Ferimata Coulibaly
Pour les articles homonymes, voir Coulibaly.
Bouma Ferimata Coulibaly, née le 9 novembre 1995, est une taekwondoïste ivoirienne.

## Carrière
Bouma Ferimata Coulibaly est médaillée de bronze des moins de 46 kg aux Championnats d'Afrique 2014 à Tunis et aux Jeux africains de 2015 à Brazzaville.
Elle remporte la médaille d'argent des moins de 46 kg aux Championnats d'Afrique 2016 à Port-Saïd et aux Championnats d'Afrique 2018 à Agadir. Elle est médaillée d'or des moins de 49 kg aux Jeux africains de 2019 à Rabat.
Elle est médaillée d'argent dans la catégorie des moins de 49 kg aux Championnats d'Afrique 2021 à Dakar.
Elle est médaillée d'argent dans la catégorie des moins de 53 kg aux Championnats d'Afrique de taekwondo 2023 à Abidjan, en Côte d'Ivoire ainsi qu'aux Jeux africains de 2023 à Accra.